# Llista de monuments de la província d'Alacant

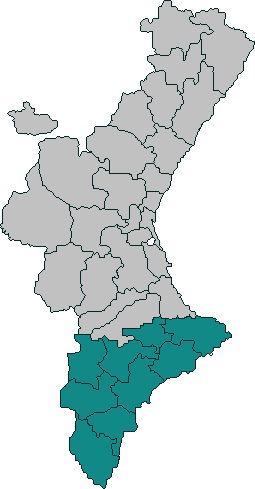
Província d'Alacant

Llista de monuments de la província d'Alacant inscrits en l'Inventari General del Patrimoni Cultural Valencià per la província d'Alacant.
S'inclouen els monuments declarats com a Béns d'Interés Cultural (BIC), classificats com a béns immobles sota la categoria de monuments (realitzacions arquitectòniques o d'enginyeria, i obres d'escultura colossal), i els monuments declarats com a Béns immobles de rellevància local (BRL). Estan inscrits en l'Inventari General del Patrimoni Cultural Valencià, en les seccions 1a i 2a respectivament.
Les llistes estan dividides per comarques:
- Llista de monuments de l'Alacantí
- Llista de monuments de l'Alcoià
- Llista de monuments de l'Alt Vinalopó
- Llista de monuments del Baix Segura
- Llista de monuments del Baix Vinalopó
- Llista de monuments del Comtat
- Llista de monuments de la Marina Alta
- Llista de monuments de la Marina Baixa
- Llista de monuments del Vinalopó Mitjà